# Arin
Arin – wieś w Armenii, w prowincji Wajoc Dzor. W 2011 roku liczyła 309 mieszkańców.